# Festival de Cannes 2002
La 55e édition du Festival de Cannes a lieu du 15 au 26 mai 2002. La maîtresse de cérémonie est l'actrice française Virginie Ledoyen.

## Déroulement et faits marquants
Le Festival de Cannes commence à la mi-mai du fait des élections présidentielles.
La sélection officielle fut dévoilée le 24 avril 2002. Le comité de sélection visionna 2 281 films pour n'en retenir que 55.
Pour la première fois, le Festival projette en numérique.
En tant qu'édition anniversaire, le Festival organise une rétrospective de films qui auraient dû être projetés au Festival 1939 qui fut annulé. Un jury présidé par Jean d'Ormesson se charge de remettre la Palme d'or.
Le cinéma de la plage est inauguré, avec Un éléphant ça trompe énormément, en hommage à Yves Robert, trois films de Jacques Tati, tous les courts métrages en compétition et un hommage à Billy Wilder.
Comme chaque année se déroule à Cannes le festival international du film. Pour cette 55e édition, le festival a l'honneur de la présence exceptionnelle de Woody Allen qui reçoit la Palme d'honneur.
Star Wars, épisode II : L'Attaque des clones de George Lucas est présenté hors compétition, en séance de minuit,.
Le film Irréversible de Gaspar Noé sème l'effroi pendant sa projection. Sa longue scène de viol de douze minutes pousse plus de 200 spectateurs à quitter la salle obscure de 2 400 places. Le public et la critique reprochent au réalisateur d’avoir banalisé le viol tourné cette scène à des fins et scandaleuses.

## Jurys

### Compétition
- David Lynch, réalisateur (président du jury) -  États-Unis
- Bille August, réalisateur -  Danemark
- Christine Hakim, comédienne -  Indonésie
- Claude Miller, réalisateur -  France
- Raoul Ruiz, réalisateur -  Chili- France
- Walter Salles, réalisateur -  Brésil
- Sharon Stone, comédienne -  États-Unis
- Régis Wargnier, réalisateur -  France
- Michelle Yeoh, comédienne -  Malaisie

### Caméra d'or
Pour le 25e anniversaire de la Caméra d'or, le jury ne compte que des anciens lauréats de la distinctions et d'anciens présidents du jury. Chaplin fut cooptée présidente lors de la première réunion du jury.
- Geraldine Chaplin, présidente
- Bahman Ghobadi
- Romain Goupil
- Marthe Keller
- Murali Nair

### Un certain regard
- Anne Fontaine, présidente
- Fabienne Bradfer
- Jean-Sébastien Chauvin
- Louis Guichard
- Fabrice Pliskin
- David Tran
- Pierre Vavasseur

### Cinéfondation et courts métrages
- Martin Scorsese (Président)
- Judith Godrèche
- Tilda Swinton
- Abbas Kiarostami
- Jan Schütte

## Sélections

### Sélection officielle

#### Compétition
La sélection officielle en compétition se compose de 22 films :
| Titre                         | Réalisation                 | Pays                                 | Distribution                                           |
| ----------------------------- | --------------------------- | ------------------------------------ | ------------------------------------------------------ |
| Punch-Drunk Love              | Paul Thomas Anderson        | États-Unis                           | Adam Sandler, Emily Watson, Philip Seymour Hoffman     |
| Demonlover                    | Olivier Assayas             | France                               | Connie Nielsen, Charles Berling, Chloë Sevigny         |
| Le Sourire de ma mère         | Marco Bellocchio            | Italie                               | Sergio Castellitto, Jacqueline Lustig (it)             |
| Spider                        | David Cronenberg            | Canada                               | Ralph Fiennes, Gabriel Byrne, Miranda Richardson       |
| Le Fils                       | Jean-Pierre et Luc Dardenne | Belgique                             | Olivier Gourmet, Morgan Marinne                        |
| Le Principe de l'incertitude  | Manoel de Oliveira          | Portugal                             | Leonor Baldaque, Leonor Silveira, Isabel Ruth          |
| L'Adversaire                  | Nicole Garcia               | France                               | Daniel Auteuil, Géraldine Pailhas, François Cluzet     |
| Kedma                         | Amos Gitaï                  | Israël                               | Andreï Kashkar, Helena Yaralova                        |
| Marie-Jo et ses deux amours   | Robert Guédiguian           | France                               | Ariane Ascaride, Jean-Pierre Darroussin, Gérard Meylan |
| Ivre de femmes et de peinture | Im Kwon-taek                | Corée du Sud                         | Choi Min-sik, Ahn Sung-ki, Yoo Ho-jung (en)            |
| L'Homme sans passé            | Aki Kaurismäki              | Finlande                             | Marku Peltola (en), Kati Outinen                       |
| Ten                           | Abbas Kiarostami            | Iran                                 | Mania Akbari (en), Amin Maher (en)                     |
| All or Nothing                | Mike Leigh                  | Royaume-Uni                          | Timothy Spall, Lesley Manville, Alison Garland         |
| Sweet Sixteen                 | Ken Loach                   | Royaume-Uni                          | Martin Compston, Annmarie Fulton, William Ruane (en)   |
| Bowling for Columbine         | Michael Moore               | États-Unis                           | (Film documentaire)                                    |
| Irréversible                  | Gaspar Noé                  | France                               | Vincent Cassel, Monica Bellucci, Albert Dupontel       |
| Monsieur Schmidt              | Alexander Payne             | États-Unis                           | Jack Nicholson, Kathy Bates, Hope Davis                |
| Le Pianiste                   | Roman Polanski              | France Pologne Allemagne Royaume-Uni | Adrien Brody, Thomas Kretschmann                       |
| L'Arche russe                 | Alexandre Sokourov          | Russie                               | Sergueï Dontsov, Maria Kouznetsova                     |
| Intervention divine           | Elia Suleiman               | Palestine                            | Elia Suleiman, Manal Khader                            |
| 24 Hour Party People          | Michael Winterbottom        | Royaume-Uni                          | Steve Coogan, Shirley Henderson, Paddy Considine       |
| Plaisirs inconnus             | Jia Zhangke                 | Chine                                | Wei Wei Zhao, Qiong Wu                                 |

#### Un certain regard
La section Un certain regard comprend 22 films :
| Titre                                  | Réalisation               | Pays                           | Distribution                                 |
| -------------------------------------- | ------------------------- | ------------------------------ | -------------------------------------------- |
| Ten Minutes Older                      | Film collectif            | International                  |                                              |
| Madame Satã                            | Karim Aïnouz              | Brésil France                  | Lázaro Ramos                                 |
| Rachida                                | Yamina Bachir-Chouikh     | Algérie France                 | Ibtissem Djouadi                             |
| Double Vision                          | Chen Kuo-fu               | Taïwan                         | Tony Leung, David Morse                      |
| Confession (en)                        | Zeki Demirkubuz           | Turquie                        | Taner Birsel (en)                            |
| Yagzi (en)                             | Zeki Demirkubuz           | Turquie                        | Serdar Orçin (en)                            |
| Les Chants du pays de ma mère          | Bahman Ghobadi            | Iran                           | Shahab Ebrahimi                              |
| Carnages                               | Delphine Gleize           | France Belgique Espagne Suisse | Chiara Mastroianni, Lio                      |
| 17 fois Cécile Cassard                 | Christophe Honoré         | France                         | Béatrice Dalle, Romain Duris, Jeanne Balibar |
| Tomorrow La Scala! (en)                | Francesca Joseph          | Royaume-Uni                    | Jessica Hynes                                |
| Une part du ciel                       | Bénédicte Liénard         | Belgique                       | Sévérine Caneele, Yolande Moreau             |
| Les Larmes de madame Wang              | Liu Bingjian (en)         | Chine                          | Liao Qin                                     |
| Benami (en)                            | Dariush Mehrjui           | Iran                           | Neda Aghaei                                  |
| Sacrifices (en)                        | Oussama Mohammed (en)     | Syrie                          | Carenne Bashar (en)                          |
| La Chatte à deux têtes                 | Jacques Nolot             | France                         | Jacques Nolot                                |
| Terra Incognita                        | Ghassan Salhab            | Sénégal                        | Abla Khoury, Carol Abboud                    |
| Balzac et la Petite Tailleuse chinoise | Dai Sijie                 | Chine France                   | Zhou Xun, Chen Kun                           |
| En attendant le bonheur                | Abderrahmane Sissako      | Mauritanie France              | Makanfing Dabo                               |
| Long Way Home                          | Peter Sollett             | États-Unis                     | Victor Rasuk                                 |
| El Bonaerense                          | Pablo Trapero             | Argentine                      | Jorge Román (en)                             |
| L'Ange de l'épaule droite              | Jamshed Usmonov           | Tadjikistan                    | Uktamoi Miyasarova                           |
| Blissfully Yours                       | Apichatpong Weerasethakul | Thaïlande                      | Kanokporn Tongaram                           |

#### Hors compétition
- Hollywood Ending (film d'ouverture) de Woody Allen.
- And Now... Ladies and Gentlemen de Claude Lelouch.
- Spirit, l'étalon des plaines de Kelly Asbury et Lorna Cook.
- Devdas de Sanjay Leela Bhansali.
- Ararat de Atom Egoyan.
- La Cité de Dieu (Cidade de Deus) de Fernando Meirelles.
- Calculs meurtriers de Barbet Schroeder.
- De l'autre côté de Chantal Akerman.
- À la recherche de Debra Winger (Searching for Debra Winger) de Rosanna Arquette.
- Carlo Giuliani, ragazzo de Francesca Comencini.
- The Kid Stays in the Picture de Brett Morgen et Nanette Burstein.
- The Old Place de Jean-Luc Godard.
- Femmes en miroir (鏡の女たち, Kagami no onnatachi) de Kiju Yoshida.
- Star Wars, épisode II : L'Attaque des clones de George Lucas[2].
- Femme fatale de Brian De Palma.

### Quinzaine des réalisateurs
| Titre                                          | Réalisation                           | Pays        |
| ---------------------------------------------- | ------------------------------------- | ----------- |
| Abouna                                         | Mahamat Saleh Haroun                  | Tchad       |
| Angela                                         | Roberta Torre                         | Italie      |
| Apartment 5C                                   | Raphaël Nadjari                       | France      |
| Bibó Breviárium                                | Péter Forgács                         | Hongrie     |
| Bienvenue à Collinwood (Welcome to Collinwood) | Anthony et Joe Russo                  | États-Unis  |
| Blue Gate Crossing (Lanse da men)              | Yee Chin-Yen (en)                     | Taïwan      |
| Bord de mer                                    | Julie Lopes-Curval                    | France      |
| Deux                                           | Werner Schroeter                      | Allemagne   |
| L'Étrange Monsieur Peppino (L'Imbalsamatore)   | Matteo Garrone                        | Italie      |
| Japón                                          | Carlos Reygadas                       | Mexique     |
| Laurel Canyon                                  | Lisa Cholodenko                       | États-Unis  |
| Monrak Transistor (มนต์รักทรานซิสเตอร์)            | Pen-ek Ratanaruang                    | Thaïlande   |
| Nada+                                          | Juan Carlos Cremata Malberti          | Cuba        |
| Occident                                       | Cristian Mungiu                       | Roumanie    |
| Once Upon a Time in the Midlands (en)          | Shane Meadows                         | Royaume-Uni |
| L'Oiseau d'argile (মাটির ময়না, Matir moina)       | Tareque Masud                         | Bangladesh  |
| Only the Strong Survive                        | Chris Hegedus et Donn Alan Pennebaker | États-Unis  |
| Otello                                         | Carmelo Bene                          | Italie      |
| L'Ours rouge (Un Oso Rojo)                     | Israel Adrián Caetano                 | Argentine   |
| Le Pays du chien qui chante                    | Yann Dedet                            | France      |
| Polissons et Galipettes                        | Collectif                             | France      |
| Une pure coïncidence                           | Romain Goupil                         | France      |
| Sex Is Comedy                                  | Catherine Breillat                    | France      |
| Le Voyage de Morvern Callar (Morvern Callar)   | Lynne Ramsay                          | Royaume-Uni |

### Semaine de la critique

#### Compétition

##### Longs métrages
- Chicken Heart de Hiroshi Shimizu (Japon)
- Filles perdues, cheveux gras de Claude Duty (France)
- Les Fils de Marie de Carole Laure (Canada/France)
- Kabala d'Assane Kouyaté (Mali/France)
- Le Mariage de Rana (Rana's Wedding) d'Hany Abu-Assad (Palestine)
- Respiro d'Emanuele Crialese (Italie)
- Trop jeunes pour mourir (죽어도 좋아) de Park Jin Pyo (Corée du sud)

##### Courts métrages
- A la rencontre du mal (Möte med ondskan) de Reza Parsa (en) (Suède)
- De Mesmer, con amor o te para dos de Salvador Aguirre et Alejandro Lubezki (Mexique)
- 2 minutes (da) (2 Minutter) de Jacob Tschernia (Danemark)
- Le Jour où je suis né de Kunitoshi Manda (Japon)
- Lettre au fils de Philippe Welsh (France)
- Malcom (sv) de Baker Karim (sv) (Suède)
- Le Vigile de Frédéric Pelle (France)

#### Séances spéciales

##### Longs métrages
- Intacto de Juan Carlos Fresnadillo (Espagne) (film d'ouverture)
- De zéro à dix (it) (Da Zero a dieci) de Luciano Ligabue (Italie) (film de clôture)
- More de Barbet Schroeder (Luxembourg)
- Bella Ciao de Roberto Torelli (it) et Marco Giusti (Italie)

##### Prix de la critique du court métrage
- Intimisto de Licia Eminenti (France)
- Hr. Boe & Co.'s Anxiety (da) de Christoffer Boe (Danemark)

### ACID
- À la vitesse d'un cheval au galop de Darielle Tillon
- Août, avant l'explosion d'Avi Mograbi
- Jours tranquilles à Sarajevo de François Lunel
- Le Moindre Geste de Fernand Deligny, Josée Manenti et Jean-Pierre Daniel
- Le Voyage express au Mans d'Annette Dutertre
- Les jours où je n'existe pas de Jean-Charles Fitoussi
- Lulu de Jean-Henri Roger
- Shimkent Hotel de Charles de Meaux
- Sibérie, la dernière nuit de Oren Nataf

## Palmarès

### Compétition

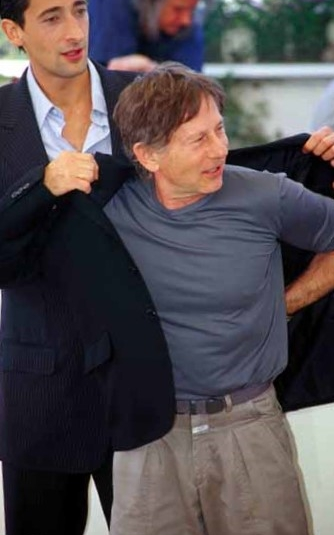
Le réalisateur lauréat Roman Polanski et son acteur principal Adrian Brody au festival de Cannes

- Palme d'or : Le Pianiste (The Pianist) de Roman Polanski
- Grand prix du jury : L'Homme sans passé (Mies vailla menneisyyttä) d'Aki Kaurismaki
- Prix du 55e anniversaire du Festival de Cannes : Bowling for Columbine de Michael Moore
- Prix de la mise en scène (ex æquo) :
  - Im Kwon-taek pour Ivre de femmes et de peinture (Chihwaseon)
  - Paul Thomas Anderson pour Punch-Drunk Love
- Prix d'interprétation féminine : Kati Outinen, pour L'Homme sans passé (Mies vailla menneisyyttä)
- Prix d'interprétation masculine : Olivier Gourmet, pour Le Fils
- Prix du jury :
Intervention divine (Divine intervention), d'Elia Suleiman
- Prix du scénario : Paul Laverty, pour Sweet Sixteen
- Caméra d'or : Bord de mer de Julie Lopes-Curval
- Mention spéciale Caméra d'Or : Japón, de Carlos Reygadas
- Prix Un Certain Regard : Blissfully Yours d'Apichatpong Weerasethakul.
- Palme d'Or du court métrage :
Après la pluie, de Péter Mészáros (en)
- Prix du Jury du court métrage (ex æquo) :
The Stone of folly, de Jesse Rosenweet
- Prix du Jury du court métrage (ex æquo) :
A very very silent film, de Manish Jha (en)
- Prix de la jeunesse du film étranger :
Morvern Callar, de Lynne Ramsay
- Prix de la jeunesse du film français :
Carnages, de Delphine Gleize
- Trophée Chopard de la révélation masculine : Hayden Christensen pour Star Wars, épisode II : L'Attaque des clones
- Trophée Chopard de la révélation féminine (ex æquo) :
  - Ludivine Sagnier pour Huit Femmes
  - Paz Vega pour Lucia et le Sexe

### Prix FIPRESCI
Le prix FIPRESCI du Festival de Cannes est remis à 3 films.
| Attribué à                                     | Réalisateur          | Pays              | Section                    |
| ---------------------------------------------- | -------------------- | ----------------- | -------------------------- |
| Intervention divine (يد إلهية, Yadon ilaheyya) | Elia Suleiman        | Palestine         | Compétition                |
| En attendant le bonheur (Heremakono)           | Abderrahmane Sissako | Mauritanie France | Un Certain Regard          |
| L'Oiseau d'argile (মাটির ময়না, Matir moina)       | Tareque Masud        | Bangladesh France | Quinzaine des Réalisateurs |